# Masters de Canadá 1977
El Abierto de Canadá 1977 (también conocido como 1977 Rothmans Canadian Open por razones de patrocinio) fue un torneo de tenis jugado sobre pista dura. Fue la edición número 88 de este torneo. El torneo masculino formó parte del circuito ATP. La versión masculina se celebró entre el 15 de agosto y el 22 de agosto de 1977.

## Campeones

### Individuales masculinos
Jeff Borowiak vence a  Jaime Fillol, 6–0, 6–1.

### Dobles masculinos
Bob Hewitt /  Raúl Ramírez vencen a  Fred McNair /  Sherwood Stewart, 6–4, 3–6, 6–2.

### Individuales femeninos
Regina Maršíková vence a  Marise Kruger, 6–4, 4–6, 6–2.

### Dobles femeninos
Delina Ann Boshoff /  Ilana Kloss vencen a  Rosemary Casals /  Evonne Goolagong Cawley, 6–2, 6–3.